# Michael Clayton
A Michael Clayton (eredeti cím: Michael Clayton) 2007-ben bemutatott amerikai filmdráma, melyet  Tony Gilroy írt és rendezett. A főszerepben George Clooney látható, aki – Anthony Minghella és Steven Soderbergh mellett – vezető producere is volt a filmnek.
Az észak-amerikai bemutató, korlátozott számú filmszínházban, 2007. október 5-én volt, majd október 12-étől országszerte műsorra tűzték a mozik. Magyarországon 2008. február 21-étől volt látható.
A filmet hét Oscar-díjra jelölték, köztük a legjobb film kategóriában; végül a legjobb női mellékszereplőnek járó elismeréssel gazdagodott az egyik szereplő, Tilda Swinton.

## Cselekmény
|  | Alább a cselekmény részletei következnek! |

Michael Clayton New York egyik legnagyobb vállalati jogi tanácsadó cégének alkalmazottja. A korábban büntetőügyészként tevékenykedő Clayton rendezi el a Kenner, Bach & Ledeen piszkos dolgait a cég társalapítója, Marty Bach megbízásából. A kiégett férfi a legkevésbé sem elégedett munkájával, azonban válása, egy elbukott üzleti vállalkozás és megnövekedett szerencsejáték-adóssága kibogozhatatlanul köti a céghez.
Karen Crowder, az U-North vegyipari cég – egy több millió dollárról szóló csoportos kereset alperese – vezető vállalati jogászának karrierje a per lezárásán múlik, melyet Clayton cége látszólag a sikeres végkifejlet felé irányít. Ám amikor Arthur Edens, a Kenner, Bach & Ledeen briliáns ám bipoláris depresszióban szenvedő ügyvédje szabotálja az ügyet, Clayton pályafutása legnagyobb kihívásával szembesül.
A szenvedélybeteg Michael egy este otthagy egy pókerpartit, hogy egy cserbenhagyásos balesetben érintett ügyféllel foglalkozzon. Hazafelé tartva három lovat vesz észre egy mezőn. Megáll, kiszáll a kocsiból és odamegy hozzájuk. Mögötte egy bomba robban a kocsijában.
Négy nappal korábban egy uzsorás egy hetet ad Michaelnek, hogy összegyűjtsön hetvenötezer dollárt, miután egy étterembe való befektetés sikertelen volt, amit a bátyjával, Timmyvel közösen csináltak. Főnökétől, Marty Bachtól kér kölcsönt a költségek fedezésére; Marty célozgat arra, hogy a cégnek vége, ha Michael nem veszi kézbe Arthur Edenst, a cég egyik vezető ügyvédjét. Arthurnak mániás rohama támad egy vallomástétel alatt Milwaukee-ban. A meghallgatás több milliárd dolláros, hat éve húzódó csoportos perről szól, amelyet az U-North, egy mezőgazdasági termékeket gyártó konglomerátum ellen indítottak, amit Arthur irodája képvisel. Michael megérkezik Milwaukee-ba, és óvadék ellenében kihozza Arthurt a börtönből, miután megtudja, hogy már nem szedi a gyógyszereit, de Arthur az éjszaka folyamán megszökik a szállodai szobájukból és visszatér New Yorkba.
Karen Crowder, az U-North általános jogtanácsosa felfedezi, hogy Arthur birtokában van egy bizalmas U-North-feljegyzés, amely bizonyítja, hogy a vállalat tudta, hogy a gyomirtójuk rákkeltő, ami végül 468 halálesethez vezetett. A nő felhívja erre az U-North vezérigazgatójának, Don Jeffriesnek a figyelmét, akinek szerepel az aláírása a feljegyzésen. Don összeköti őt két bérgyilkossal, akik követik Arthurt, és bepoloskázzák a lakását és a telefonját.
Michael Manhattanben találja meg Arthurt, és szembesíti őt az Anna Kaisersonnal, a per egyik felperesével folytatott telefonbeszélgetéseivel. Arthur ebből rájön, hogy a hívásait lehallgatják. Felhívja a saját hangpostáját a cégnél, és közli, hogy nyilvánosságra hozza a feljegyzést. Karen felhatalmazza a bérgyilkosokat, hogy "drasztikus intézkedéseket" tegyenek. Betörnek Arthur lakásába, megölik, és öngyilkosságnak állítják be a gyilkosságot.
Arthur halála után Michael gyanakodni kezd, amikor rájön, hogy az U-North néhány nappal azelőttre tervezte a megegyezést, és hogy Arthur lefoglalt egy repülőjegyet New Yorkba Annának. Megkeresi Annát, és megtudja, hogy Michael cégét kivéve senki sem tudott Arthurnak az U-North-felperesekkel folytatott beszélgetéseiről. Michael a másik testvére, a rendőrtiszt Gene segítségével betör Arthur lezárt lakásába. A hűtőben pezsgőt és két poharat, egy példányt a saját fia, Henry által is kedvelt fantasy regényből – amelynek több oldalát Arthur kiemelte és megjegyzésekkel látta el – valamint egy fénymásoló üzlet blokkját találja.
A bérgyilkosok, akik Michael nyomában vannak, hívják a rendőrséget, amikor az belép a lakásba. Elfogják és letartóztatják birtokháborításért, de Gene leteszi érte az óvadékot. A fénymásoló üzlet nyugtája segítségével Michael rájön, hogy Arthur kétezer példányt rendelt a bizalmas U-North-feljegyzésből. A bérgyilkosok is szereznek egy példányt, amit átadnak Karennek. Marty azt hiszi, hogy Michael zsarolja a céget, ezért felajánlja neki szerződése meghosszabbítását és a kért nyolcvanezer dollárt azzal a feltétellel, hogy aláír egy titoktartási nyilatkozatot. Michael rájön, hogy Marty és Barry Grissom, a cég másik ügyvédje tud az U-North-feljegyzés eltussolásáról. Miután kifizette Timmy adósságát, elmegy pókerezni.
A bérgyilkosok bombával szerelik fel Michael autóját, miközben az pókerezik. Később Michael otthagyja a partit, hogy találkozzon egy ügyféllel. Útközben, egy mező mellett haladva meglát néhány lovat és kiszáll a kocsiból, hogy megközelítse azokat. Miközben a mezőn van, a bomba felrobban. Michael az erdőbe menekül.
Az U-North igazgatótanácsának ülésén Karen azt javasolja, hogy az igazgatótanács hagyjon jóvá egy új egyezséget a perben. Michael szembeszáll vele az előcsarnokban és ráveszi, hogy ajánljon fel neki tízmillió dollárt a hallgatásáért. Karen vonakodva beleegyezik; Michael ekkor elárulja, hogy be van drótozva, Gene és más NYPD-nyomozók pedig lehallgatják. Miközben Karent és Dont letartóztatják, Michael taxiba száll és elhúz a naplementébe.
|  | Itt a vége a cselekmény részletezésének! |

## Szereplők
| Szerep               | Színész         | Magyar hang          |
| -------------------- | --------------- | -------------------- |
| Michael Clayton      | George Clooney  | Szabó Sipos Barnabás |
| Arthur Edens         | Tom Wilkinson   | Végvári Tamás        |
| Karen Crowder        | Tilda Swinton   | Nagy-Kálózy Eszter   |
| Marty Bach           | Sydney Pollack  | Szersén Gyula        |
| Barry Grissom        | Michael O’Keefe | Balázsi Gyula        |
| Gene Clayton nyomozó | Sean Cullen     | Beratin Gábor        |
| Timmy Clayton        | David Lansbury  | Janovics Sándor      |
| Don Jeffries         | Ken Howard      | Kajtár Róbert        |
| Anna                 | Merritt Wever   | Dögei Éva            |
| Henry Clayton        | Austin Williams | Penke Bence          |
| Mr. Greer            | Denis O’Hare    | Tarján Péter         |
| Mrs. Greer           | Julie White     |                      |
| Gabe Zabel           | Bill Raymond    | Konrád Antal         |
| Mr. Verne            | Robert Prescott | Juhász György        |
| Mr. Iker             | Terry Serpico   | Holl Nándor          |

## Bemutató
A film premierje 2007. augusztus 31-én volt a Velencei filmfesztiválon, de vetítették a torontói mustrán is szeptember 7-én. Az Egyesült Királyság mozijaiba szeptember 28-án került, rá egy héttel pedig Észak-Amerika kiválasztott filmszínházai kezdték játszani, majd október 12-étől országszerte bemutatták. Magyarországra már többszörös Oscar- és Golden Globe-jelöltként érkezett 2008. február 21-én.

## Fogadtatás
A Michael Claytont kedvezően fogadták a kritikusok. A Rotten Tomatoes-on a több, mint 175 vélemény 91%-a számol be elégedetten Tony Gilroy filmjéről.
Az Entertainment Weekly munkatársa, Owen Gleiberman a lehető legmagasabb értékelést azzal kommentálta, a film „jobb, mint jó, egyszerűen visszaadja a hited.” Roger Ebert, napjaink legnevesebb kritikusa szintén maximális pontszámmal jutalmazta a produkciót. Kollégája, Richard Roeper és Richard Schnikel a Time-tól egyaránt az év legjobb filmjének nevezte a Michael Claytont.

### Jelentősebb díjak és jelölések
| Díj              | Kategória                        | Jelöltek                                    | Eredmény |
| ---------------- | -------------------------------- | ------------------------------------------- | -------- |
| Oscar-díj        | legjobb film                     | Jennifer Fox, Kerry Orent és Sydney Pollack | Jelölve  |
| Oscar-díj        | legjobb rendezés                 | Tony Gilroy                                 | Jelölve  |
| Oscar-díj        | legjobb színész                  | George Clooney                              | Jelölve  |
| Oscar-díj        | legjobb mellékszereplő színész   | Tom Wilkinson                               | Jelölve  |
| Oscar-díj        | legjobb mellékszereplő színésznő | Tilda Swinton                               | Elnyerte |
| Oscar-díj        | legjobb eredeti forgatókönyv     | Tony Gilroy                                 | Jelölve  |
| Oscar-díj        | legjobb eredeti filmzene         | James Newton Howard                         | Jelölve  |
|                  |                                  |                                             |          |
| Golden Globe-díj | legjobb film (dráma)             |                                             | Jelölve  |
| Golden Globe-díj | legjobb színész (dráma)          | George Clooney                              | Jelölve  |
| Golden Globe-díj | legjobb mellékszereplő színész   | Tom Wilkinson                               | Jelölve  |
| Golden Globe-díj | legjobb mellékszereplő színésznő | Tilda Swinton                               | Jelölve  |
|                  |                                  |                                             |          |
| BAFTA-díj        | legjobb színész                  | George Clooney                              | Jelölve  |
| BAFTA-díj        | legjobb mellékszereplő színész   | Tom Wilkinson                               | Jelölve  |
| BAFTA-díj        | legjobb mellékszereplő színésznő | Tilda Swinton                               | Elnyerte |
| BAFTA-díj        | legjobb eredeti forgatókönyv     | Tony Gilroy                                 | Jelölve  |
| BAFTA-díj        | legjobb vágás                    | John Gilroy                                 | Jelölve  |

A film további nyolc díjat nyert el különböző kritikusi és szakmai szervezetektől.